# Berthe Jalabert
Berthe Jalabert, nascuda Marie Berthe Augusta Péricaud (Rennes, 31 d’octubre de 1858 - Montalban, Tarn i Garona, 3 de juny de 1942)va ser una actriu francesa de teatre i de cinema.
Filla de l'actor, director i dramaturg Louis Péricaud (1835-1909), va fer la major part de la seva carrera cinematogràfica durant l'època del cinema mut.

## Biografia
És gràcies a una entrevista que Berthe Jalabert va concedir l'any 1922 a l'escriptor André Bencey per a la revista Cinémagazine, que coneixem la major part de la seva vida i carrera.
Així és com ens assabentem que va néixer a Rennes de pares actors. «Encara no tenia divuit mesos quan vaig marxar de Rennes i des d'aleshores no hi he tornat mai", diu. Va passar part de la seva infància a Lió on la seva mare va obtenir un compromís a llarg termini al Théâtre des Célestins. El seu pare, contrari a la seva vocació d'actriu, la va col·locar com a aprenenta durant dos anys a una floristeria. Als 17 anys, els còmics amics de la família van aconseguir convèncer el seu pare perquè s'adonés de la seva passió pel teatre.
Després de prendre classes de teatre a Lió, Berthe Péricaud va començar al teatre municipal de Niça el 1876, que va marxar l'agost de 1878 a Le Havre. Al número 35 del 31 d'agost de 1878 de la revista Le Monde Artistique es pot llegir sobre la reobertura del Grand-Théâtre du Havre per a la temporada d'hivern 1878-1879 que «entre tants noms nous, una ens crida especialment l'atenció, és la de Mlle Péricaud, filla de l'excel·lent actor a qui tant ha aplaudit la gent del Havre en el passat. Els èxits del pare són una bona recomanació per Mlle Péricaud». Va ser allà on va conèixer l'actor Victor Jalabert amb qui es va casar uns mesos més tard el 8 de febrer de 1879 i sota el nom de la qual es coneixerà d'ara endavant. Segueix una carrera conjunta que durarà 20 anys a tot França.
Vídua el novembre de 1899, va seguir la seva carrera en solitari a les províncies (formarà part, sobretot, de la pintura del Troupe Théâtre des Variétés de Tolosa per a la temporada 1902-1903) finalment es va establir definitivament a París amb els seus fills a 1913, quan va entrar al théâtre des Arts i després al théâtre des Champs-Élysées. El gener de 1914, a petició de Gaumont, va rodar la seva primera pel·lícula L'Étau sota la direcció de Maurice Mariaud, després va continuar rodant amb Henri Pouctal, Louis Feuillade, Henri Fescourt i René Le Somptier fins a la declaració de guerra.
Tot i que la majoria dels estudis van ser tancats durant el conflicte, Berthe Jalabert va aconseguir, tanmateix, rodar una vintena de pel·lícules, abans de reprendre després de l'armistici una intensa carrera tant al teatre com al cinema.
Després d'aquesta entrevista, Berthe Jalabert no sembla haver fet cap altra entrevista a la premsa, tant és així que els darrers anys de la seva carrera estan poc documentats.
Berthe Jalabert va aparèixer per última vegada a la pantalla l'any 1935 a Golgotha de Julien Duvivier, abans d'abandonar les escenes del teatre i els decorats de les pel·lícules. Va morir set anys més tard a Montalban on s'havia retirat.

## Filmografia
- 1914 : L'Étau, de i amb Maurice Mariaud
- 1914 : Grand-Maman, de René Le Somptier
- 1914:[11] Le Mannequin, d'Henri Pouctal
- 1914:[11] Claudie, fille d'auberge, d'Henri Pouctal
- 1914 : L'Enfant de la roulotte, de Louis Feuillade - Mme d'Hauterive
- 1914 : Madame Corentine, de Maurice Mariaud
- 1914 : Maman, d'Henri Fescourt
- 1915 : Le Blason, de Louis Feuillade - Mme d'Estrées
- 1915 : Pêcheur d'Islande, d'Henri Pouctal
- 1915 : Quand minuit sonna, de Charles Burguet
- 1916 : Alsace, d'Henri Pouctal
- 1916 : La Danseuse voilée, de Maurice Mariaud - Dona Concepcion
- 1916 : Le Devoir, de Léonce Perret - Mme Barclay
- 1916 : L'Hallali, de Jacques de Baroncelli
- 1916 : Midinettes, de René Hervil i Louis Mercanton - Mme Daubrel
- 1916 : Notre pauvre cœur, de Louis Feuillade i Léonce Perret - Mme Méry
- 1916 : Le Prix du pardon, de Louis Feuillade
- 1916 : Remember, de Charles Burguet
- 1916 : Le Tournant, de René Hervil i Louis Mercanton - la duchesse de Bréville
- 1916 : Un mariage de raison, de Louis Feuillade - Mme de Fontarche
- 1916 : Le Crépuscule du cœur, de Maurice Mariaud
- 1916 : Fille d'Eve, de Gaston Ravel
- 1916 : Le malheur qui passe, de Louis Feuillade
- 1916 : Oh ! ce baiser / Oh ! that kiss, de René Hervil i Louis Mercanton
- 1916 : Les yeux qui accusent, de Charles Burguet
- 1917 : L'Âme de Pierre, de Charles Burguet - La mère
- 1917 : La Course du flambeau, de Charles Burguet - Mme Fontenais
- 1917 : Les Lois du monde, de Roger Lion- Mme Harlé
- 1917 : Le Devoir de Léonce Perret
- 1917 : Mères françaises, de René Hervil i Louis Mercanton - Mme Lebroux
- 1917 : Les Mouettes, de Maurice Mariaud
- 1917 : Le Passé de Monique, de Louis Feuillade
- 1918 : Lorena, de Georges Tréville - Mme Laurent
- 1918 : Marion Delorme, d'Henry Krauss (Plantilla:Unité)
- 1918 : La Mort des pirates / La Mort des sous marins, director anònim (7 episodis)
- 1918 : Le Scandale, de Jacques de Baroncelli
- 1918 : Trois familles, d'Alexandre Devarennes
- 1918 : L'Exemple, film de propaganda anònim - La paysanne
- 1918 : The Kiddies in the Ruins de George Pearson
- 1919 : L'Effroyable Doute, de Jacques Grétillat - Mme Bonin
- 1919 : Les Étapes d'une douleur, de Jean Ayme
- 1919 : Le Fils de Monsieur Ledoux, d'Henry Krauss - Mme Ledoux
- 1919 : Marthe, de Gaston Roudès
- 1919 : Quand on aime, d'Henry Houry (10 episodis) - Mme Quévilly
- 1919 : Simplette, de René Hervil - Mme Rouvière
- 1919 : Un ours, de Charles Burguet
- 1920 : Le Chevalier de Gaby, de Charles Burguet - La tante
- 1920 : Les Cinq Gentlemen maudits, de Luitz Morat i Pierre Régnier
- 1920 : Gosse de riche, de Charles Burguet - Maman Mougins
- 1920 : Tout se paie, d'Henry Houry - Mme Corbières
- 1920 : Vers l'argent, de René Plaissetty
- 1920 : Zon, de Robert Boudrioz - Mme Vergasson
- 1921 : L'Essor, de Charles Burguet (10 episodis) - Mme Lefranc
- 1921 : Cendrillon, de Charles Maudru
- 1921 : Gigolette, de Henri Pouctal (4 èpoques) - Mlle de Kergoven
- 1921 : L'Infante à la rose, d'Henry Houry - Tia Maria
- 1921 : Le Méchant Homme, de Charles Maudru - Victorine
- 1921 : La Vivante épingle, de Jacques Robert
- 1922 : L'Arlésienne, d'André Antoine - La Renaude
- 1922 : La Bâillonnée, de Charles Burguet (7 episodis) - Mme Blandin
- 1922 : Le Lac d'argent, de Gaston Roudès - Mme Servais
- 1922 : Margot, de Guy du Fresnay - Mme Doradour de La Houville
- 1922 : Les Mystères de Paris, de Charles Burguet (12 episodis) - Mme Séraphin
- 1923 : L'Espionne, d'Henri Desfontaines
- 1923 : Frou-Frou, de Guy du Fresnay - Mme de Valréas
- 1923 : Le Gamin de Paris, de Louis Feuillade - La grand-mère
- 1923 : Petit ange et son pantin, de Luitz-Morat
- 1923 : Le Petit Moineau de Paris, de Gaston Roudès- Mme Damien
- 1924 : Altemer le cynique, de Georges Monca i Maurice Kéroul - Mme Evremont, mère
- 1924 : La Double Existence de Lord Samsey, de Georges Monca i Maurice Kéroul - Mme Astorg
- 1924 : Grand-mère, d'Alberto-Francis Bertoni - Maman Marlet
- 1924 : L'Ironie du sort, de Georges Monca i Maurice Kéroul - Mme Gauthier, mère
- 1925 : Autour d'un berceau, de Georges Monca - Mme Fréville
- 1925 : Barocco, de Charles Burguet - Georgina
- 1925 : La Course du flambeau, de Luitz-Morat - Mme Fontenais
- 1925 : L'Orphelin du cirque, de Georges Lannes - Mme d'Arnaud
- 1926 : L'Agonie de Jérusalem, de Julien Duvivier - Mme Verdier
- 1926 : Florine, la fleur du Valois, d'E.B Donatien - Mme Millet
- 1927 : La Grande Épreuve d'Alexandre Ryder i André Dugès - Françoise Duchêne
- 1927 : Le Martyre de Sainte-Maxence d'E.B Donatien - Rosébie
- 1928 : L'Aigle de la Sierra de Louis de Carbonnat - La grand-mère de Maria
- 1928 : Verdun, visions d'histoire de Léon Poirier
- 1930 : La Dernière Berceuse de Gennaro Righelli i Jean Cassagne - La gouvernante
- 1931 : Grand-mère d'Alberto-Francis Bertoni : la grand-mère[12]
- 1934 : La Maison dans la dune de Pierre Billon
- 1935 : Golgotha de Julien Duvivier - Une suivante de Claudia

## Teatre
- 1891 : La Porteuse de pain, de Xavier de Montépin al théâtre du Gymnase : Marie Harmant[13]
- 1907 : Madame la Maréchale, peça en 4 actes de Louis Péricaud i Alphonse Lemonnier al théâtre de la Gaîté : la marquise de Saumonville
- 1909 : La Revanche d'Ève, d'Antony Mars i Alphonse de Beil al théâtre du Palais-Royal : Fanny
- 1912 : Les Yeux ouverts, comèdia en 3 actes de Camille Oudinot al théâtre Réjane : Mme Mercinet
- 1913 : Les Femmes savantes, de Molière, posada en escena Léon Poirier i Henri Beaulieu a la Comédie des Champs-Élysées ; Philaminte
- 1913 : Le Veau d'or, comèdia satírica en 3 actes de Lucien Gleize, posada en escena Henri Beaulieu, a la Comédie des Champs-Élysées : Mme Lionel
- 1913 : Le Trouble-fête, d'Edmond Fleg, posada en escena Amable a la Comédie des Champs-Élysées : Mme Gautray
- 1913 : Le Poulailler, de Tristan Bernard a la Comédie des Champs-Élysées : Mme Vertal
- 1914 : La Crise ministérielle, de Tristan Bernard a la Comédie des Champs-Élysées : Mme Brisset
- 1914 : Du vin dans son eau ou L'impôt sur le revenu, de Tristan Bernard a la Comédie des Champs-Élysées : Mme Brisset
- 1915 : La Jalousie, comèdia en tres actes de Sacha Guitry, 8 d’abril de 1915, Théâtre des Bouffes-Parisiens : Mme Buzenay
- 1924 : Chifforton, d'André Birabeau al théâtre des Nouveautés : Félix
- 1931 : L'Amour à la blague, comèdia en 3 actes de Pierre Sabatier al théâtre Fontaine : la baronne de Savry-La Tour
- 1931 : Monsieur Coccinelle, peça en 4 actes de Jean de Létraz al théâtre Fontaine